# Xanthetis obiensis
Xanthetis obiensis är en fjärilsart som beskrevs av Rothschild 1913. Xanthetis obiensis ingår i släktet Xanthetis och familjen björnspinnare. Inga underarter finns listade i Catalogue of Life.